# Skärp m/1817

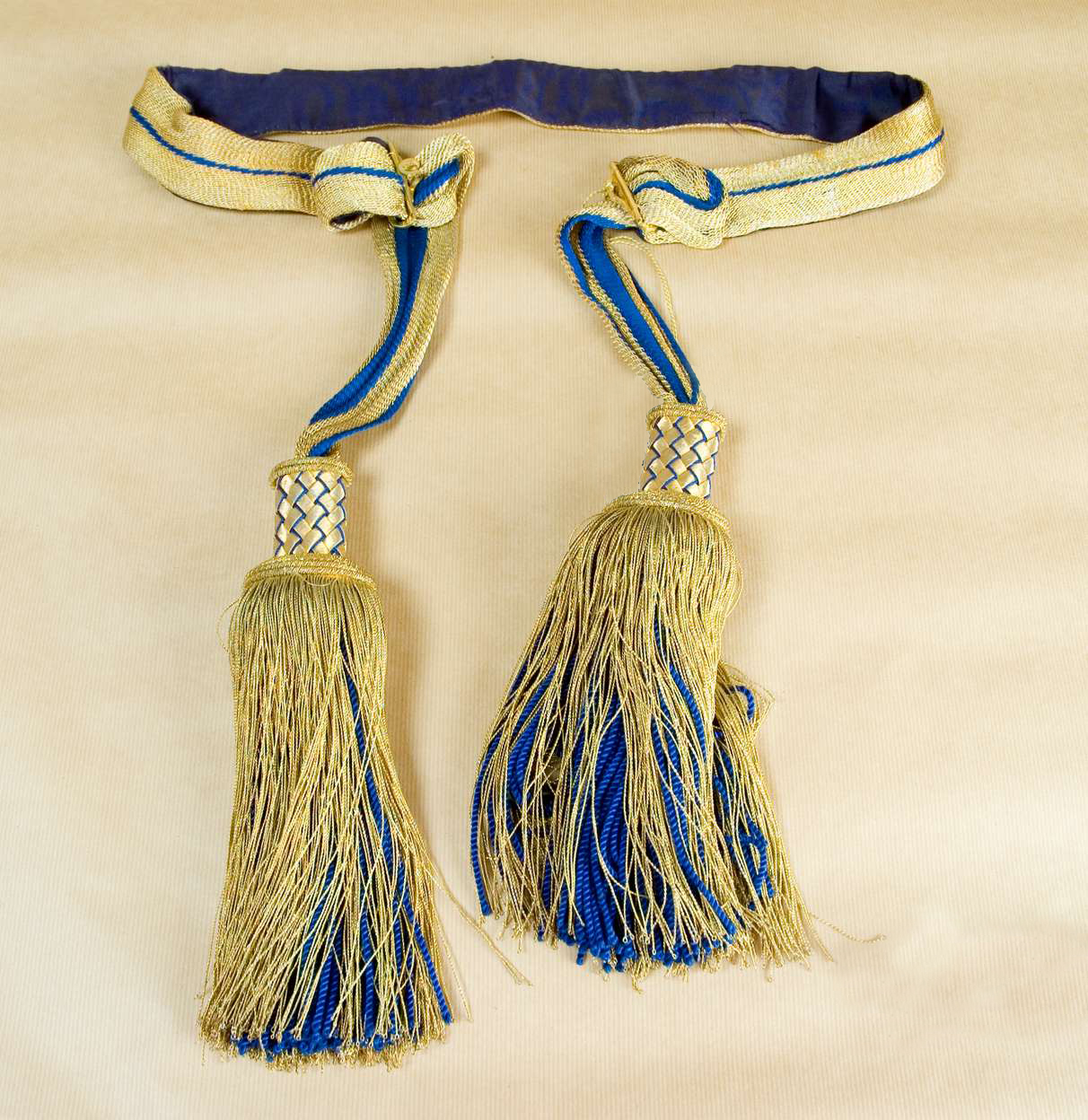
Skärp m/1817 för regementsofficerare.

Skärp m/1817 är en livrem som används inom Försvarsmakten.

## Utseende
Skärpet består av en 50 mm bred guldväv med smal rand av mellanblått silke samt foder av naturellt skinn. Ytterst tofsar av mellanblått silke och utanpåliggande guldfrans. Skärpet knäpps med två guldfärgade spännen vilka också reglerar längden.
Historiskt hade generalspersoner grova guldbuljoner utanpå tofsarnas guldfrans. Detta appliceras än idag på till exempel Hovstallmästarens paraddräkt, dock ej inom Försvarsmakten. Den smala randen av mellanblått silke är ofta svart på äldre exemplar av skärpet.

## Användning
Skärpet bärs på framsidan mellan vapenrockens två nedersta knappar, på sidorna nedfört i sidhakar och på ryggen ovanför de två översta ryggknapparna. Skärp med tofsar bärs med spännen och de två tofsarna på vänster sida samt med den bakre dubbelvikta delen instoppad i den främre. Skärpdelen mellan spännen och tofsar får vara högst 150 mm. Skärp bärs inte under eller utanpå kappa.
Historiskt bars skärpet av regementsofficerare vid Svea livgarde (I 1), Göta livgarde (I 2), Livregementet till fots (I 3), Livgardet till häst (K 1) och Livregementets dragoner (K 2). Vid Svea livgarde (I 1), Göta livgarde (I 2) och Livgardet till häst (K 1) bars det även av kaptener och ryttmästare. Regementsofficerare vid övriga regementen bar skärp m/1819-1829 med grova silkesbuljoner utanpå tofsarna.
Skärp m/1817 används idag vid Livgardet av regementsofficerare, alltså officerare av graden major, överstelöjtnant och överste till vapenrock m/1886 och vapenrock m/1895 vid liten och stor parad. Skärpet bärs även till högtidsdräkt m/87 av lägst major vid Livgardet, av lägst överstelöjtnant vid Livregementets husarer samt av generaler.

### Webbkällor
1. 1 2  Försvarsmakten. ”Uniformsbestämmelser 2009 - Kapitel 4: Paraduniformer”. Arkiverad från originalet den 28 augusti 2010. https://web.archive.org/web/20100828071307/http://www.forsvarsmakten.se/upload/dokumentfiler/uniformer/4_Paraduniformer.pdf. Läst 20 september 2012.
2. ↑   Svenska arméns rulla. 1901. sid. 206. Läst 21 oktober 2017